# عصبانی‌ترین مرد در بروکلین
عصبانی‌ترین مرد در بروکلین (به انگلیسی: The Angriest Man in Brooklyn) فیلمی کمدی، درام آمریکایی و محصول سال ۲۰۱۴ میلادی است. کارگردان این فیلم فیل آلدن رابینسون است و رابین ویلیامز، میلا کونیس، پیتر دینکلیج، ملیسا لئو و کریس گثارد در آن ایفای نقش کردند

## خلاصه داستان
دکتر به یک مرد خسیس می‌گوید که از زندگی اش تنها ۹۰ دقیقه باقی‌مانده‌است و او با عجله در کمترین زمان ممکن با همسر، برادر و دوستانش آشتی می‌کند.